# Brad Falchuk
Bradley Douglas Falchuk (ur. 1 marca 1971 w Newton) – amerykański filmowiec, pracujący jako scenarzysta, reżyser i producent filmowy, najbardziej znany ze współtworzenia z Ryanem Murphym seriali Glee, serialu Pose, Królowe krzyku oraz antologii American Horror Story. Laureat dwóch nagród Emmy.

## Życie prywatne
Pierwszą żoną Falchuka była producentka telewizyjna Suzanne Bukinik, z którą zaczął się spotykać w 1994 roku. Para pobrała się w 2002 roku i mają dwoje dzieci. Złożyli wniosek o rozwód w 2013 roku.
Falchuk zaczął spotykać się z aktorką Gwyneth Paltrow w 2014 roku, którą poznał na planie Glee w 2010 roku. 8 stycznia 2018 roku Paltrow i Falchuk ogłosili zaręczyny. Ich ślub odbył się we wrześniu 2018 roku w The Hamptons w stanie Nowy Jork na Long Island.

## Filmografia

### Scenarzysta / producent
- 2001: Pokolenie mutantów (Mutant X )
- 2001–2002: Ziemia: Ostatnie starcie (Earth: Final Conflict)
- 2004–2010: Bez skazy (Nip/Tuck)
- 2009–2015: Glee
- 2011–obecnie: American Horror Story
- 2015–2016: Królowe krzyku (Scream Queens)
- 2017–obecnie: American Crime Story
- 2018–obecnie: 9-1-1
- 2018–2021: Pose
- 2019–obecnie: Wybory Paytona Hobarta (The Politician)
- 2020–obecnie: 9-1-1: Teksas (9-1-1: Lone Star)
- 2021-obecnie: American Horror Stories
- 2024: Bracia Sun (The Brothers Sun)